# Chimarra kenyana
Chimarra kenyana är en nattsländeart som beskrevs av Georg Ulmer 1931. Chimarra kenyana ingår i släktet Chimarra och familjen stengömmenattsländor. Inga underarter finns listade i Catalogue of Life.